# عباس كارغر
عباس كارغر (بالفارسية: عباس کارگر) هو لاعب كرة قدم إيراني في مركز الهجوم، ولد في 21 مارس 1956 في الري في إيران. لعب مع نادي تراكتور سازي.

## وصلات خارجية
- عباس كارغر على موقع ناشيونال فوتبول تيمز (الإنجليزية)